# 台灣經緯度原點
台灣經緯度原點為台灣尚未以現代衛星全球大地測量之前，即1906–1997年，在台灣地區的大地測量基準參考原點，位在南投縣埔里鎮虎子山，設有一等天文三角點。

## 經緯度數值
日本統治時代，其經緯度為東經120度58分25.975秒，北緯23度58分32.34秒，原方位為63度46分57.18秒（埔里社基線南端點至原點方向）。
中華民國時代，其經緯度為東經120度58分25.975秒，北緯23度58分32.34秒，沿用日治時的數值，原方位為323度57分23.135秒（原點至頭拒山方向）。
1997台灣大地基準（TWD97），其經緯度為東經120度58分55.2886秒，北緯23度58分25.9486秒。

## 觀測歷史
原點為一等三角點標石，設立於1906年（明治39年），同年經緯度由東京天文台技師橋本昌矣所測定出來，至新國家坐標系統TWD97出來之前，經緯度數值使用了92年，原方位是1914年（大正3年）由日本陸軍參謀本部屬下的陸地測量部測定。
戰後因台灣經濟建設及天災人禍，全台三角點損壞及移位情況嚴重，政府遂計畫重測全台三角點，1976年10月在原點原址設立大理石原點，是為第二代原點，經緯度不變，原方位測定為323度57分23.135秒（原點對頭拒山方向），1979年由聯勤測量隊完成全台三角點測量（以GRS-1967為地球原子的台灣大地基準，通稱為Taiwan Datum 1967，簡記TWD67）。進入衛星測量時代，1997年政府訂定新國家坐標系統，名稱為1997台灣大地基準（Taiwan Datum 1997，簡記為TWD97），使用GPS共同觀測，已不再使用虎子山一等天文點為大地測量原點，但仍為一等衛星控制點。1999年921大地震震毀第二代原點，現有為第三代原點，為一衛星追蹤站。

## 另見
- 臺灣地理中心